# Andrzej Dziemianiuk
Andrzej Dziemianiuk (4 de mayo de 1959) es un deportista polaco que compitió en judo. Ganó tres medallas en el Campeonato Europeo de Judo entre los años 1981 y 1983.

## Palmarés internacional
| Campeonato Europeo | Campeonato Europeo | Campeonato Europeo | Campeonato Europeo |
| Año                | Lugar              | Medalla            | Categoría          |
| ------------------ | ------------------ | ------------------ | ------------------ |
| 1981               | Debrecen (Hungría) | Medalla de oro     | –60 kg             |
| 1982               | Rostock (RDA)      | Medalla de bronce  | –60 kg             |
| 1983               | París (Francia)    | Medalla de plata   | –60 kg             |